# Garðar Domkirke
Garðar Domkirke er ruinen af den romerskkatolske domkirke som nordboerne opførte i Gardar ved det moderne Igaliku i Grønland. Stedet fungerede som bispesæde fra 1126 til omkring 1378.
Det var den første domkirke, der blev opført i Amerika og det er også det ældste eksempel på europæisk arkitektur i denne del af verden. Domkirken forfaldt efter den sidste biskop, Álfr, døde omkring 1378, da bispesædet stadig eksisterede men efterfølgende biskopper aldrig besøgte Grønland. Ruinerne kan fortsat ses i dag.
Fundamentet af domkirken og de øvrige bygninger blev først opdaget i 1926. Der blev gennemført arkæologisk udgravninger af den danske arkæolog Poul Nørlund. Der blev fundet flere kranier fra hvalros og narhval. Blandt de mest berømte genstande er en række grave, hvoraf den ene var en bispegrav nord for kapellet, hvor der blev fundet en bispestav og en guldring der sad på et skelet.